# شوهر دست دوم
شوهر دست دوم (به انگلیسی: Second Hand Husband) فیلمی هندی محصول سال ۲۰۱۵ و به کارگردانی اسمیپ کانگ است. در این فیلم بازیگرانی همچون جیپی گروال، تینا آهوجا، درمندرا، راوی کیشان، راتی آگنیهوتری، گیتا باسرا، آلوک نات، ویجای راز، دیپشیکها ناگپال، گورپریت گوگی، کارامجیت آنمول و ماکش تیواری ایفای نقش کرده‌اند.